# المنشية القبلية
المنشية القبلية منطقة مصرية تابعة لمركز ببا - محافظة بني سويف ، وتبعد عن مدينة عاصمة المحافظة مسافة 20 كيلو متر، وتبعد عن محافظة القاهرة حوالي 140 كم .

## تقسيم
تشمل منطقة المنشية القبلية مكتب التموين ، والمركز الطبي، وجمعية اصول أبناء الصعيد الخيرية، والنادي الرياضي للمركز، وقصر الثقافة، و محطة القطار.

كما تشمل مناطق أخرى مثل شارع التحرير، ومنطقة الميدان التي توجد بها النافورة، ومنطقة الشيخ يس (ياسين)، وشارع السماكين، و منطقة تحت البحر، ومنطقة تحت الجسر . و يعد شارع محمود سعيد سكران أطول الشوارع في المنطقة، و شارع الستة متر من أوسع الشوارع فيها.